# Carrington Visor
Carrington „Carren“ Visor Jr (* 14. Mai 1934 in Washington, D.C.) ist ein US-amerikanischer Saxophonist des Modern Jazz.
Carrington Visor ist Sohn eines Orchestermusikers und arbeitete zu Beginn seiner Musikerkarriere in seiner Heimatstadt in der Band des Howard Theatre sowie in verschiedenen anderen Bands. Er ging dann an die Westküste und spielte ab 1958 bei Curtis Counce, den Lighthouse All Stars und 1960/61 im Chico Hamilton Quintett. Danach war er für anderthalb Jahre Mitglied der Band von Louie Bellson, mit der er auch Platten aufnahm und in der Pearl Bailey Show auftrat. 1964 spielte bei Benny Carter und wirkte an dessen Album Tickle Toe mit. 1964/65 trat er mit der Band von Terry Gibbs in einer Fernsehshow auf; 1965 spielte er im Monterey Festival Jazz Orchestra unter der Leitung von Dizzy Gillespie und Gil Fuller. 1966 arbeitete er noch mit Walter Benton; danach verschwand Visor von der Jazzszene.